# Nahum Parker
Nahum Parker (Shrewsbury, 1760. március 4. – Fitzwilliam, 1839. november 12.) az Amerikai Egyesült Államok szenátora (New Hampshire, 1807–1810).